# ویلی رونیس
ویلی رونیس (انگلیسی: Willy Ronis; ۱۴ اوت ۱۹۱۰ – ۱۲ سپتامبر ۲۰۰۹) عکاس اهل فرانسه بود. 

او عکاس انسان‌گرایی بود که طی یک قرن تغییرات جامعهٔ اطرافش را ذره به ذره ثبت کرده‌است. به همین دلیل منتقدان او را ثبت‌کنندهٔ قرن بیستم فرانسه می‌نامند.
وی همچنین برندهٔ جوایزی همچون لژیون دونور (افسر) شده‌است.

## زندگی نامه

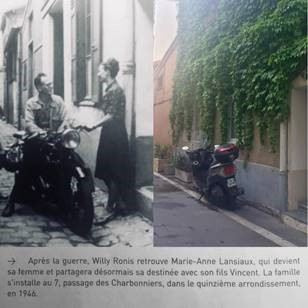
عکسی از ویلی رونیس در سال 1946

ویلی رونیس در سال ۱۹۱۰در یک خانوادهٔ یهودی در پاریس متولد شد. مادرش  نوازنده پیانو بود و پدرش یک استودیوی عکاسی در محلهٔ مونت مَرت داشت. او در نوجوانی به موسیقی روی آورد، اما با آمیختن بیشتر به کار پدرش، تصمیم گرفت عکاسی را به عنوان حرفهٔ آینده انتخاب کند.
ویلی رونیس، هرگز به طور رسمی عضو حزب یا گروهی نبود. درگیری‌ها و جنبه‌های سیاه جهان به مذاقش خوش نمی‌آمد و همان طور که "ناتالی برژه"، منتقد، مینویسد:
"عکاسی برای ویلی رونیس روشی کامل بود تا طعم لحظه‌های خوب زندگی را بچشد. اما با این همه او همواره از دریچهٔ دوربینش  دردها، حق‌طلبی‌ها و مبارزهٔ آدم‌های اطرافش را ثبت کرد".